# Mecopisthes nasutus
Espèce
Mecopisthes nasutus est une espèce d'araignées aranéomorphes de la famille des Linyphiidae.

## Distribution
Cette espèce est endémique de Grèce. Elle se rencontre dans les Cyclades à Naxos et en Crète.

## Publication originale
- Wunderlich, 1995 : Zur Kenntnis der Endemiten, zur Evolution und zur Biogeographie der Spinnen Korsikas und Sardiniens, mit Neubeschreibungen (Arachnida: Araneae). Beiträge zur Araneologie, vol. 4, p. 353-383.